# کولو (سولواووا)
کولو (به ترکی استانبولی: Kulu) یک منطقهٔ مسکونی در ترکیه است که در سولواووا واقع شده‌است.